# رود کدایان
رود کدایان (انگلیسی: Kedayan River) یک رود در استان برونئی-موآرا کشور برونئی است.